# Demons Are a Girl’s Best Friend
Demons Are a Girl’s Best Friend ist ein Lied der deutschen Power-Metal-Band Powerwolf, das als erste Vorab-Single aus ihrem am 20. Juli 2018 erschienenen siebten Studioalbum The Sacrament of Sin ausgekoppelt wurde.

## Veröffentlichung
Es ist die erste Singleveröffentlichung Powerwolf mit neuem Material seit Blessed & Possessed aus dem Jahr 2015. Sie wurde am 25. Mai 2018 als Download veröffentlicht.
Es wurde physisch als Sonderausgabe veröffentlicht, die nur beim Masters-of-Rock-Festival erhältlich ist. Auf diese Weise wollte sich die Band bei den tschechischen Fans für die Goldene Schallplatte bedanken, die sie für Blessed & Possessed erhalten hatten.

## Musik und Text
Das Lied hat die Motive von Pop-Melodien. Es handelt sich textuell um Versuchung und Sünde. Powerwolfs Keyboarder Falk Maria Schlegel sagte in einem Interview mit metalnews.pl, das Thema des Songs sei Unschuld und Verführung.

## Musikvideo
Das Musikvideo wurde am 25. Mai 2018 auf YouTube veröffentlicht. Es erzählt die Geschichte eines Dämons und sechs Nonnen, die ihrer fleischlichen Begierde nicht widerstehen können.

## Coverversionen
Die rumänische Band Anahata veröffentlichte am 2. September 2018 eine Coverversion des Songs. Eine weitere Coverversion wurde am 9. April 2021 von der russischen Symphonic-Metal-Band Imperial Age veröffentlicht.

## Auszeichnungen für Musikverkäufe
| Land/Region       | Auszeichnungen für Musikverkäufe (Land/Region, Auszeichnung, Verkäufe) | Verkäufe |
| ----------------- | ---------------------------------------------------------------------- | -------- |
| Tschechien (IFPI) | Platin                                                                 | 1.000    |
| Insgesamt         | 1× Platin ·                                                            | 1.000    |